# Eloguj
L'Eloguj (in russo Елогуй?) è un fiume della Russia siberiana occidentale, affluente di sinistra dello Enisej. Scorre nel Turuchanskij rajon del Territorio di Krasnojarsk.
Nasce da modesti rilievi collinari nella parte orientale del Bassopiano della Siberia Occidentale dall'unione dei due rami sorgentiferi Pravyj Eloguj (Eloguj destro) e Levyj Eloguj (Eloguj sinistro), scorrendo con direzione mediamente nordorientale in un territorio prevalentemente piatto e paludoso; sfocia nello Enisej a 1 311 km dalla foce, pochi chilometri a valle del villaggio di Verchneimbatsk. La sua lunghezza è di 464 km, l'area del bacino è di 25 100 km². Suoi principali affluenti sono il Kellog (lungo 239 km), la Bol'šaja Sigovaja (171 km) e la Tyna (168 km).
L'Eloguj è navigabile a monte della foce fino a Kellog; va comunque soggetto a lunghi periodi di congelamento superficiale delle acque (metà ottobre - fine maggio).